# Поново рођен (стрип)
Поново рођен (енгл. Born Again) јесте графички роман из 1986. године који се појавио у серији стрипова Дердевил у издању Марвел комикса. Написао га је Френк Милер, а за цртеж је био задужен Дејвид Мазукели (често правописно неправилно као „Мацукели”). Ова прича обухвата бројеве 227–231 редовне серије. Годинама доцније, ова прича је упакована у формат графичкога романа укључујући и један број иза оригиналне серије (#226) као и два броја после (#232-3) која разрешава неке слабо испричане заплете главног тока приче. Због овога тог додатног дела, цео овај роман је добио назив „Поново рођен”, како гласи назив једне од епизода.
Ова прича детаљно описује Дердевилов пад у лудило и немаштину као узрок деловања Кингпина, као и доцнију борбу за изградњу новога живота.

## Позадина и стварање
Редовни сценариста серијала Дердевил Дени О’Нил је полако одлазио са тога пројекта и дугогодишњи уредник овог јунака Ралф Макио позвао је Френка Милера и питао га је да л је заинтересован за повратак на серијал. Милер, чији је први рад на овом серијалу довео до дебакла истога, сагласио се са планом само ако би цртач Дејвид Мазучели хтео да ради по детаљним инструкцијама сценаристе.

Милер је нахвалио рад његовога колеге Мазучелија:
„Готово је криминално колико Дејвид олакшава писање сценарија. Он од сваког појединог кадра гради тродимензионалну позорницу, препуну аутентичних детаља, а ипак нимало претрпану и крање читку. Он ствара глумце невероватних драмских способности, чији су најбољи и најупечатљивији тренуци они без икаквог текста.

Поменуо је да жели да пише стрипове. Обратите пажњу на њих. Знам да ја хоћу.”

## Радња
Карен Пејџ, бивша секретарица адвокатске канцеларије „Нелсон и Мердок” и бивша девојка Мета Мердока, напустила је Град Њујорк пре много година да би наставила глумачку каријеру. После краткога периода славе, постала је зависник од хероина и почела је да глуми у порнографским филмовима у Мексику. Неизмерно јој је потребан новац тако те се одлучи да прода информацију о правом идентитету суперјунака Дердевила (Мет Мердок). Човек коме је одала идентитет бившега дечка је мафијаш који ради за Кингпина, а заузврат је добила један „фикс”. Током нардених шест месеци, Кингпин користи свој утицај у Пореској управи САД да би замрзнуо Мердокове рачуне. Као последица тога, банка заплени његов стан, а полицијски службеник Николас Манолис лажно сведочи против Мердока. Мердокова девојка Глоријана О’Брин раскида с њим и почиње да излази са његовим ортаком и најбољим пријатељем Фогијем Нелсоном.
Дердевил потом почиње да истражује све што му се по последње време десило. Он открива да поручник Манолис помаже, односно „намешта” Мердока како би заузврат добио медицинске третмане за његовога тешко болесног сина. Међутим, Дердевил не успева да сазна ко стоји иза Манолиса. Нелсон на изузетан начин спасава Мердока од затворске казне, али Мердок губи права на бављење адвокатуром што значи да губио и приходе од тог посла. Када је Кингпинов план да Мердок буде осуђен на затворску казну пропадне, он одлучује да разнесе бомбама његов стан остављајући Дердевилов костим у олупинама стана нетакнут, како би ставио до знања Мердоку да зна његов тајни идентитет, као и да му „остави потпис” ко је одговоран за судски процес против њ. Кингпин такође издаје наредбу да сви они који су радили о ширењу информација о тајноме идентитету Мета Мердока буду убијени. Пејџ, која је покренула целу ову причу, успева да измакне атентаторима и креће пут Града Њујорка како би пронашла Мердока.
Сада Мердок постаје бескућник који пати од параноје и постаје све агресивнији. Њега константно прате Кингпинови људи, обавештавајући шефа (који је постао опседнут убијањем Мердока) о Мердоковом менталном здрављу. Вођен осветничким мислима, Мердок се суочава са Кингпином у његовој канцеларији, а Кингпин га брутално пребија. Да би се избегла истрака о Мердоковој смрти, онесвешћено његово тело му кљукају вискијем и везују га у украдени такси ауто, кога затим гурају у Ист Ривер. Мердок успева да се освести и излази из кабине на обалу. Тешко повређен, тетура се кроз Паклену кухињу да би на крају пронашао пут до теретане у којој је његов отац (и њега и себе) тренирао као боксер. Тамо га проналази његова мајка Меги, за коју се испоставља — пошто годинама није била у Мердоковом животу — да је постала часна сестра у локалној католичкој цркви. Она му побољшава здравствено стање.
У међувремену, извештач Дејли Бјугла Бен Јурик истражује тешкоће свог заштићеног извора и прави друштво Манолису док је Манолисов син на операционом столу. Када син премине у току операције, Манолис признаје Јурику да је процес против Мердока монтиран, а да иза тога стоји Кингпин. Тада се открива да медицинска сестра у болници звана Лоис није стварно медицинска сестра, већ Кингпинов плаћеник коју је овај овластио да надгледа Манолиса. Она ломи прсте Јурику, а Манолиса брутално премлаћује изломивши му скоро све коске у телу тек толико да овај не умре. Манолиса ни то није спутало, па је из болничкога кревета позвао Јурика, али Лоис прекида разговор и потом дави и убија Манолиса остављајући везу непрекинуту како би и Јурик то чуо и да би се „опаметио”. Уместо да одустане, Јурик наставља са истрагом упозоравајући своје уреднике и власти на дату ситуацију с мафијом.
Карен пристиже у Њујорк преко везе са порнографским залуђеником Полом Скорсезеом који је снабдева хероином, а она њему у замену пружа сексуалне услуге. Она контактира Фогија да би га питала за Мердока. Када Фоги примети да је Скорсезе премлаћује, он инсистира да је поведе своме дому.
Кингпин постаје све више опседнут Мердоковим убиством. Он користи своје везе у војсци да изнајми америчкога супервојника „Нуклеарку”. Како би извукао Мердока из анонимности, Кингпин организује пиштање насилног менталног болесника из менталне болнице. Даје му да обуче Дердевилово одело и нареди му да убије Фогија Нелсона. Медицинској сестри Лоис заповеда да се успори са криминалним активностима како да остали не би открили да је умешана, али она то одбија и покушава да убије Јурика. Мердок, који прати Јурика откако је чуо за чланке које пише о Кингипну, патосира Лоис и оставља је надлежнима. Затим чује телефонски позив упућен Јурику који га упућује у заверу убијања Нелсона. У исто време, Карен Пејџ примећује Скорсезеа како вреба Нелсонову стамбену зграду. Да би га спречила да убије Нелсона, она истрчава напоље, приближи се Скорсезеу и у том тренутку их нападају Кингпинове убице којима је заповеђено да убију све који напусте зграду. Лажни Дердевил стиже и проналази Мердока који га очекује. Мердок порази лажног Дердевила и спаси Карен Пејџ. Она признаје да је она та која је одала његов тајни идентитет, али Мердок јој каже да је преболео губитак целокупне материјалне имовине. Сада поново заједно, они се селе у запуштени стан у којем Мердок помаже у апстинентској кризи тако што јој је учи за рад у ресторану.
Медицинска сестра Лоис се нуди да сведочи против Кингпина у замену за блажу казну, али је убија репортер Дејли бјугла који је послат да је интервјуше. Пошто није успео да извуче Мердока на видело, Кингпин наређује Нуклеарки да одлети до Паклене кухиње и изврши општи напад по цивилима. Из хеликоптера Нуклеарка пуца на десетине цивила и уништава ресторан у којој ради Мердок. Појављајући се као Дердевил први пут откако му је стан уништен (на почетку приче), њему ништа не преостаје него да убије Нуклеарку и његовог пилота хеликоптера како би избегао даљу смрт недужних цивила. Међутим, Нуклеарка преживи напад, а Осветници долазе на место злочина како би одвели Нуклеарку у притвор.
Капетан Америка бива узнемирен од Нуклеаркине тетоваже америчке заставе преко целога лица. Почиње да истражује Нуклеаркино порекло. Када му војне власти дају сумњиве одговоре, он улази у строго поверљиве списе и открива да је Нуклеарка једини преживео субјект над ком су вршења тестирања „Пројекта: Препород”. Тај пројекат је некада давно побољшао и Капетаново тело. Нуклеарка излази из притвора и креће у поход, али га зауставља Капетан Америка. Кингпин издаје тада наређење да Нуклеарка мора бити убијен. Нуклерку напада војска, али Дердевил — чувши вест о том наређењу док је крао новац од Кингпинових људи како би обновио ресторан — спасава Нуклеарку од Капетана Америке. Одвози га у Дејли бјугл надајући се да ће га навести да сведочи против Кингпина. Међутим, Нуклеарка подлеже ранама на уредничком столу Дејли бјугла пре него што је понудио икакав доказ.
Покушавајући да преотме Нуклеарку из Дердевилових руку, Капетан Америка наилази на једног од Кингпинових плаћених убица. Хитмен именује Кингпина као покровитеља Нуклеаркиних напада на Паклену кухињу што покреће талас тужби. Иако је Кингпин у стању да се бори против већине (али не и свих) оптужби, његов имиџ поштенога и угледнога бизнисмена је срушен, а његови људи губе поверења у њега. Његова опсесија за Дердевила не престаје, он занемарује улогу Капетана Америке и планира освету за Мердока. Што се тиче Мердока, он живи у Пакленој кухињи, задовољан својим животом с Карен Пејџ и заветом да ће се борити за правду у своме суседству.

## Теме и символика
Поново рођен у великој мери користи символику хришћанства. Јеванђење од Јована указује на то да нечији стари живот мора да се заврши да би почео нови живот. У Јеванђељу од Јована се описује разговор између Господа нашега Исуса Христа и Никодима. Исус му вели: „Заиста, заиста ти кажем: *ако се ко не роди одозго (поново), не може видјети Царства Божијега” (Јн 3, 3). Међутим, иако је прича смештена у доба божићних празника, тема је свакако васкршња.
На почетним страницама првих четири поглавља, Мет Мердок је приказан у лежећем положају. У другом и трећем се налази у положају фетуса, а након тога, у четвртоме поглављу, заузима позицију распетога Господа Исуса Христа. Уводна страница петога поглавља приказује Мердока како стоји као следбеник васкрслога Господа Исуса Христа.
У трћем поглављу Мердоково лутање кроз Паклену кухињу паралелно је с Исусовим ходом до Голготе — укључујући и три пада колико је и Исус Христос падао на страдалничкоме путу — да би потом све то кулминирало сликом Пијете. Сестра Меги преузима улогу Дјеве Марије, а голуб (традиционално коришћњен у хришћанским уметничким делима као символ Светога Духа) постављен је изнад ње. Сви наслови поглавља, изузимајући #223-3, су именовани хришћанских концепата.

## Пријем код публике
Године 2012, издавачка кућа ИДВ је објавила књигу David Mazzucchelli's Daredevil: Born Again: Artist's Edition, као колекцију приповедака у тврдоме повезу на 200 страница. Све слике у издању одрадио је Мазучели и то у боји.
Мазучели је 28. јуна 2012. године потписивао књигу у Мидтаун комиксу, пре тога је одржана дискусија са колегом Чипом Кидом у коме је учествовала и публика.

## Наставак
Ток приче Last Rites (Дердевил #297-300) у одређеној мери се наставља на Поново рођен, иако су га написали потпуно различити сценаристи и цртачи. Радња у Last Rites усресређена је на то да Дердевил системски уништава Кингпинову репутацију и имовину, баш каш као што је Кингпин то урадио Дердевилу у Поново рођен. У очигледној намери наставка, ствараоци тог стрипа у последњим кадровима представљају Кингпина како мрмља „поново рођен...”. У причи се такође види како је Мердок коначно разоткрио заверу против њега повративши своју адвокатску лиценцу.

## У другим медијима
Редитељ Марк Стивен Џонсон изразио је интересовање за режију наставка филма Дердевил из 2003. године, а прича би била из стрипа Поново рођен. Јуна 2011. године објављено је да писац Фринџа Бред Кејлеб Кејн прилагођава Поново рођен у филмски сценариј. У августу следеће године објављено је да је Фокс одбио замисао редитеља Џоа Карнахана да се филм базира на Поново рођен. Октобра исте године за адаптацију овог стрипа враћена су Студију „Марвел”.
Елементи приче из стрипа Поново рођен реферишу и у другој и трећој сезони Нетфликсове телевизијске серије Дердевил. Након инжењерскога бекства из затвора злогласног Френка Касла, Вилсон Фиск је виђен у својој затворској ћелији како тражи досијее о Мету Мердоку. У тим сезонама има још гомила директних референци на стрип као што је нпр. алузија на Ист Ривер у „ком нема леша”.